# 小泉谈话

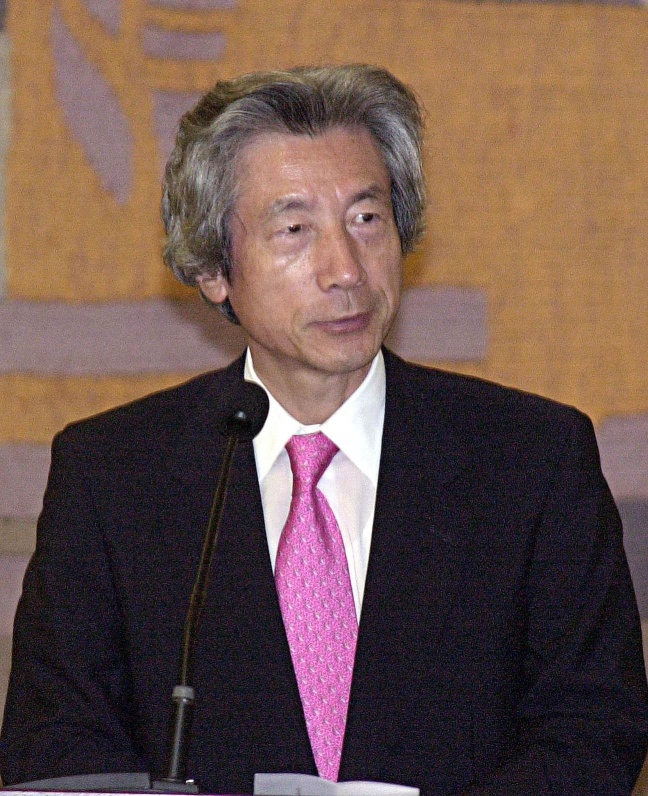
小泉纯一郎

小泉谈话（日语：小泉純一郎内閣総理大臣談話）是2005年8月15日（即第二次世界大戰日本無條件投降60周年紀念日）日本國内閣總理大臣（首相）小泉纯一郎發表的談話。該談話受到中華人民共和國、大韓民國等曾遭受日本殖民主義禍害的國家及日本國内部分人士的肯定。

## 評價與繼承
2015年7月17日，日本的國際法、歷史及國際政治各領域專家學者共74人聯名發表聲明，要求日本首相安倍晉三在第二次世界大戰結束70周年紀念日談話中，繼承承認過去大戰的“殖民統治和侵略”並表明“深刻反省和由衷道歉”的以往談話；聲明強調，倘若不採用村山談話與小泉談話中包括的“由衷道歉”一詞，會引起國際關注，談話本身會受到負面評價，甚至會使日本政府一直以來強調的對過去的反省遭到誤解與不信任。此74人中，包括明治大學特聘教授大沼保昭、東京大學名譽教授三谷太一郎、前聯合國難民事務高級專員緒方貞子、作家半藤一利及東京大學名譽教授和田春樹。